# Život je peklo
Život je peklo (v originále Clean) je francouzský hraný film z roku 2004, který režíroval Olivier Assayas podle vlastního scénáře. Snímek měl světovou premiéru na filmovém festivalu v Belfastu dne 27. března 2004.

## Děj
Emily je bývalá zpěvačka a televizní moderátorka. Poté, co zemřel na předávkování její partner Lee, v 90. letech úspěšný rockový zpěvák se Emily ocitla na šest měsíců ve vězení v Kanadě za distribuci drog.
Jejich syn Jay žije s Leeovými rodiči, Albrechtem a Rosemary, v Britské Kolumbii již několik let. Aby ho Emily znovu získala do péče, musí se vzdát drog a změnit svůj život. Se souhlasem Albrechta a proti radám své nemocné tchyně, která se léčí v Londýně, se Emily snaží znovu začít fungovat jako matka pro svého syna, který ji odmítá. Postupně se vrátí do normálního života, s obtížemi odvyká a živí se příležitostnými brigádami v Paříži. Její bývalí známí, kteří jí nemohou zajistit práci a pomoc, se jí vyhýbají.
Emily se podaří získat nabídku na nahrávku dema v San Franciscu, ale o víkendu se jí v Paříži konečně podaří získat péči o svého syna Jaye. Emily se musí rozhodnout mezi synem a novou prací.

## Obsazení
| Maggie Cheung       | Emily         |
| Nick Nolte          | Albrecht      |
| Béatrice Dalle      | Elena         |
| Jeanne Balibarová   | Irène Paolini |
| Don McKellar        | Vernon        |
| Laetitia Spigarelli | Sandrine      |
| Martha Henry        | Rosemary      |
| Rémi Martin         | Jean-Pierre   |
| Emily Haines        | sama sebe     |
| Tricky              | sám sebe      |
| David Roback        | sám sebe      |
| Joana Preiss        | Aline         |

## Ocenění
- Filmový festival v Cannes: nejlepší herečka (Maggie Cheung), cena Vulcain pro technického umělce (Éric Gautier)